# 남서부 영토
남서부 영토(Southwest Territory), 공식 명칭 오하이오강 이남 준주(Territory South of the River Ohio)는 1790년에서 1796년까지 존재한 미국의 자치령, 즉 준주이며, 오늘날의 테네시주에 해당한다. 1790년 5월 26일에 성립한 남서부 조례에 의해, 노스캐롤라이나주에서 미합중국 정부에 할양된 땅을 정의한 것이 시작이었다. 1796년 6월 1일, 테네시주가 미합중국의 16번째 주로 승격함으로써 소멸했다.
오하이오강 남쪽의 영토라는 이름은 오늘날 테네시주보다 훨씬 큰 범위를 포함했다. 켄터키주도 오하이오강 남쪽에 위치하지만, 남서부 영토가 정의된 1790년 시점에서는 아직 버지니아의 일부로 머물고 있었고, 1792년에 15번째 주로 승격했다. 현재 테네시보다 남쪽의 땅은 조지아가 영유권을 계속 주장하고 있었고 스페인과의 분쟁도 있었다. 이 땅의 일부는 남서부 영토가 소멸한 2년 후인 1798년에 미시시피 준주가 되었다. 이 켄터키에서 미시시피 준주에 이르는 범위가 미국 독립 전쟁 후 영국에서 할양된 광의의 남서부 영토이며, 테네시로 승격한 범위가 협의의 남서부 영토(준주)였다.
현재 미국에서 남서부는 애리조나주, 뉴멕시코주 등 멕시코와 국경에 접하는 지역 일대를 가리킨다.

## 역사

### 식민지에서 독립 전쟁의 시대
식민지 시대 남서부 영토가 되는 지역은 노스캐롤라이나 식민지가 토지 소유 공인을 받고 있었지만, 스모키 산맥과 블루 릿지 산맥에 막혀 지역의 이익 추구의 단계까지 이르지 못했다. 오히려 버지니아 식민지와 사우스캐롤라이나 식민지에서 교역이나 정치적 배려에 의해, 개척이 진행되었다.
오늘 날 테네시주 엘리자베스턴에 있는 와토가 요새는 트란실바니아 인수 역내에 있었다. 1775년 3월, 노스캐롤라이나 판사 리처드 헨더슨과 토지 투기업자 일행이 시카모어 쇼올에서 1,200명 이상의 체로키 족 인디언과 회의를 가졌다. 체로키 족의 지도자는 아타쿨라쿨라, 오코노스토타 및 드래깅 카누가 포함되어 있었다. 이때에 체결한 〈시카모어 숄 조약〉(와토가 조약)으로 헨더슨은 컴벌랜드강, 컴벌랜드산맥과 켄터키강에 둘러쌓인 오하이오강보다 남쪽의 대지 전부를 구매했다. 이 트란실바니아라고 한 땅의 넓이는 2천만 에이커 (80,000km2)로 오늘 날의 켄터키의 절반에 해당했다. 헨더슨의 이 인수 건은 미국 인디언의 땅을 사적으로 구매하는 것을 금지한 노스캐롤라이나와 버지니아 법률과 1763년 선언을 역행하는 행위였다. 헨더슨은 그 무렵 캠든 요크 오피니언(Camden-Yorke Opinion)이 이런 인수 행위를 합법화시켜 줄 것이라고 믿었다.

### 분의 도움
헨더슨은 〈시카모어 숄 조약〉에 앞서 켄터키를 탐사한 적이있는 숙련된 사냥꾼 대니얼 분을 고용하고 체로키족 마을을 찾아가 협상 예고를 하고 있었다. 조약 체결 이후 분은 컴벌랜드 계곡을 빠져 나와 켄터키 중심부에 이르는 통칭 ‘와일더니스 도로’(Wilderness Road)를 포장하기 위해 고용되었다. 분은 30명의 작업자와 함께 이 일에 종사하여, 켄터키강에 이르러 분즈버러 마을(현재 켄터키 렉싱턴 근처)을 건설했다. 이 마을은 트랜실바니아의 주도로 만들 의도가 있었다. 동시에 해롯즈버그의 개척지도 건설했다. 켄터키에 자발적으로 들어온 이주민은 트란실바니아가 지배를 받고 있는 것도 몰랐다. 다니엘 분 도로의 역사 표지판이 엘리자베스턴 도심의 비지니스 지구 바로 바깥에 있다.